# Hummelträsket (Råneå socken, Norrbotten, 734426-176592)
Hummelträsket är en sjö i Bodens kommun i Norrbotten och ingår i Råneälvens huvudavrinningsområde. Sjön har en area på 0,398 kvadratkilometer och ligger 40 meter över havet. Sjön avvattnas av vattendraget Hummelträskbäcken.

## Delavrinningsområde
Hummelträsket ingår i det delavrinningsområde (734523-176574) som SMHI kallar för Mynnar i Antbäcken. Medelhöjden är 85 meter över havet och ytan är 13,57 kvadratkilometer. Det finns inga avrinningsområden uppströms utan avrinningsområdet är högsta punkten. Hummelträskbäcken som avvattnar avrinningsområdet har biflödesordning 4, vilket innebär att vattnet flödar genom totalt 4 vattendrag innan det når havet efter 46 kilometer. Avrinningsområdet består mestadels av skog (75 procent). Avrinningsområdet har 0,4 kvadratkilometer vattenytor vilket ger det en sjöprocent på 2,9 procent.